# NGC 3450
NGC 3450 (również PGC 32270 lub UGCA 218) – galaktyka spiralna z poprzeczką (SBb), znajdująca się w gwiazdozbiorze Hydry. Odkrył ją John Herschel 22 marca 1835 roku.
W galaktyce tej zaobserwowano supernową SN 2005as.